# Афанасьев, Василий Владимирович
Василий Владимирович Афанасьев (1912—1989) — советский инженер-конструктор, учёный, лауреат Ленинской премии (1962).
Родился 30 января 1912 года в Санкт-Петербурге.
Окончил Всесоюзный заочный индустриальный институт (1938).
В 1930—1957 гг. работал на ленинградском заводе «Электроаппарат»: конструктор, старший инженер, начальник СКБ, главный инженер.
Участник войны, командир взвода телеграфно-кабельной роты, 67-я армия, старший лейтенант.
С 1957 по 1965 г. начальник управления электротехнической промышленности Ленинградского совнархоза.
С начала 1950-х гг. преподавал в Ленинградском политехническом институте, читал курс «Электрические аппараты высокого напряжения». С 1965 г. заведующий кафедрой «Электрические аппараты».
Кандидат технических наук (1954), доцент (1958).
Сочинения:
- Разъединители переменного тока высокого напряжения [Текст]. — Москва ; Ленинград : Госэнергоиздат, 1963. — 223 с., 1 л. ил. : ил.; 22 см.
- Конструкции высоковольтных выключающих аппаратов переменного тока [Текст]. — Ленинград ; Москва : Госэнергоиздат, 1951. — 520 с., 2 л. ил. : ил.; 22 см.
- Воздушные выключатели высокого напряжения [Текст]. — Москва ; Ленинград : Госэнергоиздат, 1956. — 196 с. : ил.; 23 см.
- Воздушные выключатели. Расчет и конструирование [Текст]. — Москва ; Ленинград : Энергия, 1964. — 304 с. : ил.; 22 см.
- Конструкции выключающих аппаратов высокого напряжения [Текст]. — Ленинград ; Москва : Госэнергоиздат, 1959. — 574 с. : ил.; 23 см.
- Конструкции выключающих аппаратов высокого напряжения [Текст]. — 2-е изд., перераб. и доп. — Ленинград : Энергия. Ленингр. отд-ние, 1969. — 640 с. : ил.; 22 см.
- Разъединители [Текст]. — Ленинград : Энергия. Ленингр. отд-ние, 1979. — 216 с. : ил.; 22 см.
- Электрические аппараты высокого напряжения [Текст] : Атлас конструкций. — Ленинград : Энергия, 1977. — 184 с. : ил.; 27х42 см.
- Трансформаторы тока / [В. В. Афанасьев, Н. М. Адоньев, В. М. Кибель и др.]. — 2-е изд., перераб. и доп. — Л. : Энергоатомиздат : Ленингр. отд-ние, 1989. — 415,[1] с. : ил.; 23 см; ISBN 5-283-04444-0

Лауреат Ленинской премии (1962) — за участие в создании комплекса высоковольтного оборудования на напряжение 500 кВ переменного тока. Награждён орденом Ленина, орденом Отечественной войны, двумя орденами Красной Звезды и многими медалями.
Скоропостижно умер в октябре или ноябре 1989 года.